# Atradidymella
Atradidymella is een monotypisch geslacht van schimmels uit de orde Pleosporales. Het bevat alleen Atradidymella muscivora.